# Harry Wayne Casey

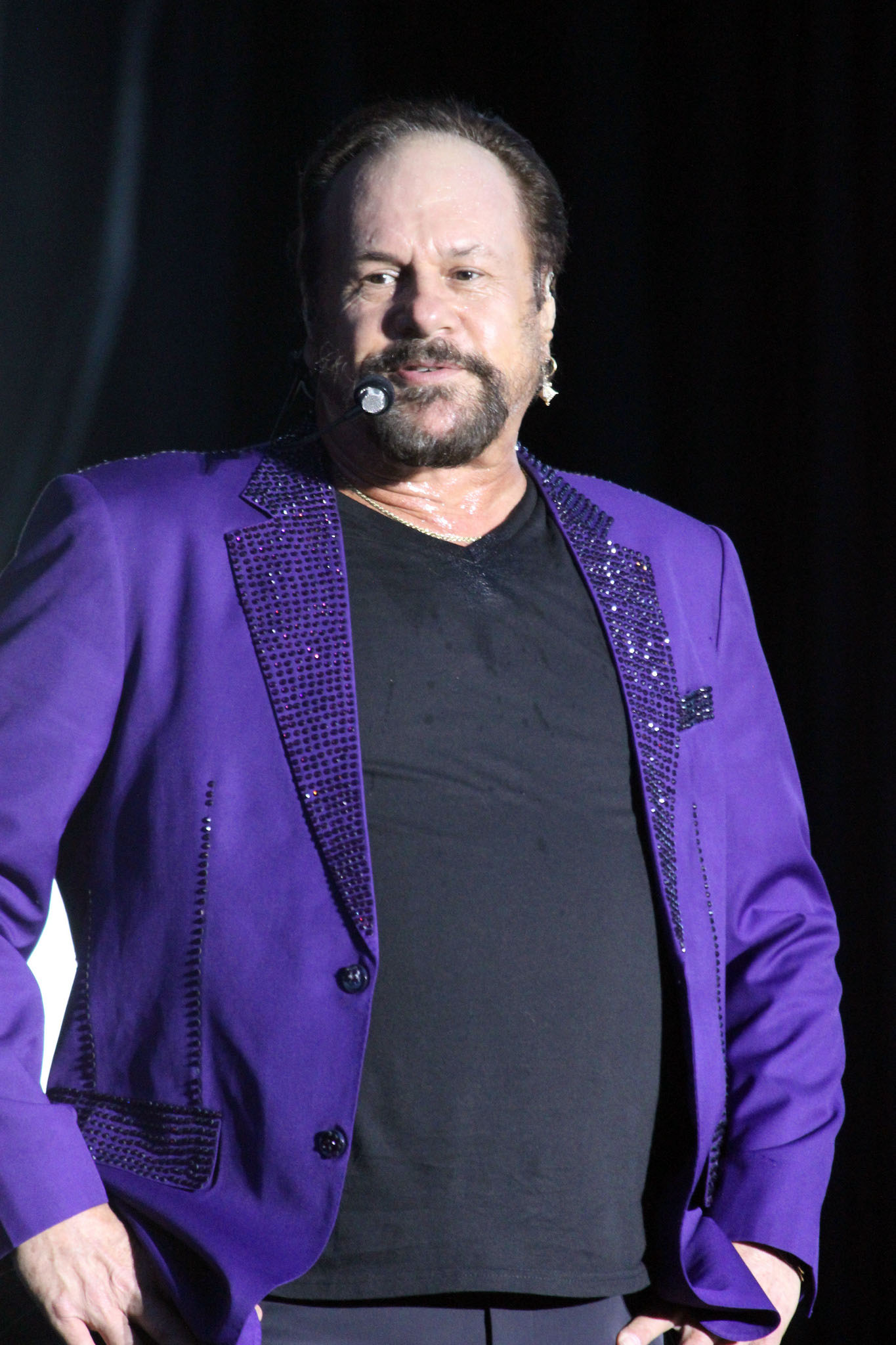
Harry Wayne Casey, 2017.

Harry Wayne Casey, född 31 januari 1951 i Opa-locka, Florida, är en amerikansk musiker, låtskrivare och musikproducent, även känd under artistnamnet KC. Han är främst känd som ledare av och sångare i den amerikanska discogruppen KC & the Sunshine Band under 1970-talets andra hälft. Gruppen fick sitt stora genombrott 1975 med låtarna "Get Down Tonight" och "That's the Way (I Like It)". Han står tillsammans med Richard Finch som upphovsman till majoriteten av gruppens låtar, men är sedan 1983 ensam upphovsman efter en uppgörelse. Efter att discoeran mynnade ut kring 1980 upplöste han gruppen och fortsatte ge ut mer poporienterad musik under 1980-talet. Som soloartist fick han sin största hit med låten "Give It Up" som nådde förstaplats på brittiska singellistan 1983. Låten blev också en hit i andra europeiska länder samma år och i USA 1984.
Sedan 1990-talet har han uppträtt med nya musiker som KC and the Sunshine Band.